# Bessie McCoy
Bessie McCoy, nata Elizabeth McAvoy (1888 – Bayonne, 16 agosto 1931), è stata una cantante, compositrice e attrice statunitense.
Dopo il suo matrimonio con Richard Harding Davis, usò anche con il nome Bessie McCoy Davis.

## Biografia
Nata nel 1888, diventò una stella del vaudeville e del teatro musicale. Era chiamata The Yama Yama Girl, soprannome che le derivava da una sua celebre canzone, The Yama Yama Man, interpretata nel 1908 nello spettacolo The Three Twins: vestita di satin, in un costume da Pierrot, con i guanti fuori forma e un cappello a cono in testa, a vent'anni, Bessie McCoy diventò celebre e imitatissima. Il personaggio viene richiamato in una scena di La vita di Vernon e Irene Castle, quando Ginger Rogers (che impersona Irene Castle) si esibisce in un numero musicale chiaramente ispirato a The Yama Yama Man.

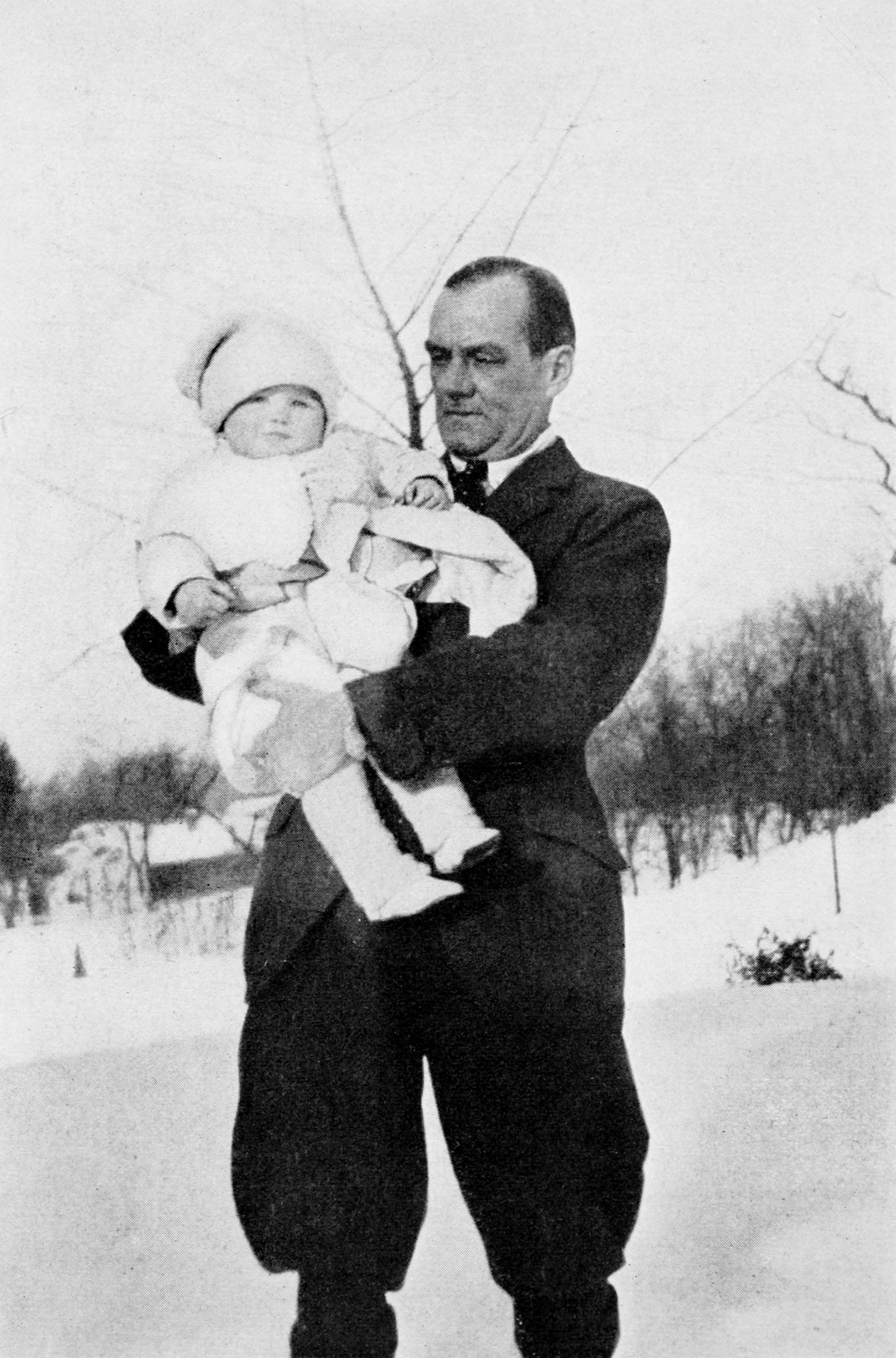
Harding Davis con Hope (1914/1915)

## Vita privata
Nel 1912, Bessie McCoy si era sposata con Richard Harding Davis, un famoso giornalista e corrispondente di guerra, autore di numerosi romanzi. Dal loro matrimonio era nata una figlia, Hope. La cantante restò vedova nel 1916, alla morte per infarto del marito. Bessie McCoy morì il 16 agosto 1931 Bayonne, in Francia, all'età di 43 anni.

## Filmografia
- What's Your Hurry?, regia di D.W. Griffith (1909)
- Popular Players Off the Stage (1913)
- Starland Review No. 1 (1922)

## Spettacoli teatrali
- Mam'selle Napoleon (1903-1904)
- A Yankee Circus on Mars / The Raiders (1905)
- The Spring Chicken (1906-1907)
- Three Twins (1908-1909)
- The Echo (1910)
- Ziegfeld Follies of 1911 (1911)
- Miss 1917, libretto di Guy Bolton e P. G. Wodehouse   (Broadway, 5 novembre 1917)
- The Greenwich Village Follies (1919) (1919-1920)
- Morris Gest's "Midnight Whirl" (1919-1920)